# Villa Durini
La Villa Durini La Grassa è un palazzo situato a Monza, in via Carlo Rota 70. 
Di architettura neoclassica la Villa è stata progettata da Carlo Amati e costruita sul sito di un preesistente edificio barocco.

## Storia
Nel 1741 il conte Giacomo III Durini (1717-1794) acquistò a Monza un edificio di impianto barocco. Il palazzo fu successivamente rinnovato tra il 1814 e il 1815 su iniziativa del figlio minore, Ercole III Durini (1771-1857), che affidò i lavori all'architetto monzese Carlo Amati.
La villa è comunemente identificata con la denominazione La Grassa, impiegata per distinguerla da altre residenze appartenenti alla famiglia Durini presenti nel territorio monzese, in particolare la Villa Mirabello e il Mirabellino, situate all'interno del Parco di Monza.
Non va infine confusa con l'ex Villa Durini (nota anche come Palazzo Frette), edificata a partire dal 1815 sempre su incarico di Ercole III, sulle fondamenta dell'antico castello visconteo, già di proprietà della famiglia Durini dal 1651.

## Architettura
La villa presenta una configurazione planimetrica allungata, impostata lungo l'asse stradale, secondo uno schema compositivo razionale e simmetrico. L'edificio si articola in un corpo centrale a tre piani, affiancato da due ali laterali più basse di un livello, soluzione che conferisce all'insieme un'equilibrata gerarchia volumetrica. La facciata principale, impostata su un impianto sobrio e regolare, è scandita da finestre rettangolari incorniciate da modanature semplici e da marcapiani orizzontali che ne accentuano l'ordine compositivo.
L'elemento centrale del prospetto è evidenziato dalla presenza di un balcone sorretto da colonne di ordine tuscanico, sovrastante il portale d'ingresso. Tale soluzione decorativa, contenuta ma funzionale alla scansione dell'impianto, riflette il gusto neoclassico lombardo ancora in voga nei primi decenni del XIX secolo, al momento dell'intervento di rinnovamento condotto da Carlo Amati.
La copertura è a falde inclinate, con cornicione modanato a coronamento del prospetto. I materiali impiegati sono quelli tipici dell'edilizia residenziale lombarda: muratura intonacata, elementi lapidei in ceppo locale e finiture sobrie, coerenti con l'impostazione architettonica della villa.
Gli interni hanno subito nel tempo modifiche legate agli usi successivi, ma l'impianto planimetrico originario risulta ancora leggibile, con una distribuzione regolare degli ambienti lungo i due corpi laterali e al centro del fabbricato. Non si conservano apparati decorativi di rilievo riconducibili all'intervento ottocentesco, ma è attestata la presenza di finiture in stucco e pavimenti in cotto lombardo in alcune porzioni dell'edificio.